# District de Tapi
Le district de Tapi (gujarati : તાપી જિલ્લો) est un district de l'état du Gujarat en Inde.

## Géographie
Le district a une population de 807 022 habitants pour une superficie de 3 139 km2.